# 統一進歩同盟
統一進歩同盟（とういつしんぽどうめい、ヒンディー語: संयुक्त प्रगतिशील गठबंधन、英: United Progressive Alliance, UPA）は、かつて存在したインドの政党連合。インド国民会議を中軸とし、2014年までマンモハン・シン政権を支える与党の地位にあった。2023年、翌年にひかえた総選挙に向けてインド国家開発包括同盟 (INDIA) に発展解消した。

## 沿革
2004年のローク・サバー（インド下院）総選挙でインド国民会議を軸とする各州レベルの選挙協力が成功し、勝利したことを受けて、インド国民会議と連携した各党のあいだで連立政権を樹立するため急きょ結成された。議長には、インド国民会議総裁のソニア・ガンディーが就いた。首相にはマンモハン・シンが就き、共産党などによる左翼戦線の閣外協力を得て政権を樹立した。
しかし2008年、左翼戦線は米印原子力協力に反発して閣外協力を撤回した。ほかに協力を撤回した政党にはテランガナ国民協会（2007年撤回）、ドラーヴィダ復興進歩党（2007年撤回）、大衆社会党（2008年撤回）、ジャンムー・カシミール人民民主党（2009年撤回）、労働者党（2009年撤回）がある。
2009年のローク・サバー総選挙では、次の各党が統一進歩同盟の一員として選挙を戦った。
- インド国民会議
- 全インド草の根会議派
- ドラーヴィダ進歩党
- 国民会議党
- 全インド統一ムスリム評議会
- インド連合ムスリム連盟
- ケーララ会議派（マニ）（en:Kerala Congress (Mani)）
- インド社会主義統一センター（en:Socialist Unity Centre of India (Communist)）
- ジャンムー・カシミール民族協議会
- ジャールカンド・ヴィカス戦線 - 民主（en:Jharkhand Vikas Morcha (Prajatantrik)）

総選挙の後、サマジワディ党、全国ジャナタ・ダル、ローク・ジャンシャクティ党、シッキム民主戦線、ジャナタ・ダル (世俗派)なども統一進歩同盟への支持を表明した。